# Fábio Villa Verde
Fábio Villa Verde (Rio de Janeiro, 20 de janeiro de 1971), é um ator e empresário brasileiro.
Estreou na telenovela Brilhante de 1981 e fez vários trabalhos na TV e no cinema, dentre eles Vale Tudo, A Pequena Travessa e A Padroeira. Na Record TV, fez a primeira novela de Carlos Lombardi, intitulada Pecado Mortal. Em 2018 participou da novela Orgulho e Paixão, faixa das 18h da Rede Globo. Seu último papel na TV, foi na novela Gênesis da Record. É produtor e ator da peça “Um Casamento Feliz” sucesso há 6 anos em cartaz. 

## Carreira

### Na Televisão
| Ano  | Título                    | Personagem                                 | Notas                        |
| ---- | ------------------------- | ------------------------------------------ | ---------------------------- |
| 2023 | Dom                       | Pai de Viviane                             | Episódio: "Como Nossos Pais" |
| 2021 | Genesis                   | Gael                                       |                              |
| 2019 | Topíssima                 | Joaquim Ferraz                             |                              |
| 2018 | Orgulho e Paixão          | Lobato                                     |                              |
| 2017 | Pega Pega                 | Santana                                    |                              |
| 2017 | Power Couple Brasil       | Ele Mesmo (Participante)                   |                              |
| 2016 | A Terra Prometida         | Aiúde                                      |                              |
| 2013 | Pecado Mortal             | Jurandir Carvalho                          |                              |
| 2012 | Carrossel                 | Pedro Villas                               |                              |
| 2011 | Amor e Revolução          | Telmo Rosa (Tenente Telmo)                 |                              |
| 2009 | Vende-se um Véu de Noiva  | Mário Camargo                              |                              |
| 2008 | Revelação                 | Paulo Fernandes                            |                              |
| 2007 | Sítio do Picapau Amarelo  | Guilherme                                  |                              |
| 2006 | O Profeta                 | Hermano Novaes (Dr. Hermano)               |                              |
| 2004 | Seus Olhos                | Timóteo Aguiar Lopes (Tito)                |                              |
| 2002 | Pequena Travessa          | Caio Mendes de Oliveira                    |                              |
| 2001 | A Padroeira               | Brás de Sá                                 |                              |
| 1998 | Estrela de Fogo           | Pedro Reis                                 |                              |
| 1997 | Conto de Natal            |                                            | Especial de fim de ano       |
| 1997 | Malhação                  | Pedro Ivo Candeias                         |                              |
| 1997 | Você Decide               | Carlos Farias                              | Episódio: "Terra"            |
| 1996 | Você Decide               | Hélio Marques                              | Episódio: "Doce Engano"      |
| 1995 | Você Decide               | Felipe Duarte                              | Episódio: "O Pátrio Poder"   |
| 1995 | Você Decide               | Alexandre Meirelles                        | Episódio: "A Greve"          |
| 1995 | Malhação                  | Afonso César Teixeira                      |                              |
| 1994 | Você Decide               | Guilherme Silva                            | Episódio:"A Vida Não Acabou" |
| 1994 | Confissões de Adolescente | João Tavares                               | Episódio: "A Melhor Amiga"   |
| 1994 | Tropicaliente             | Homem que dá em cima de Pitanga            |                              |
| 1994 | Pátria Minha              | José Meireles (repórter do Momento Diário) |                              |
| 1991 | Meu Bem Meu Mal           | Bira                                       |                              |
| 1991 | Os Trapalhões             | Príncipe da Branca de Neve                 |                              |
| 1990 | Gente Fina                | Pero Vaz                                   |                              |
| 1988 | Vale Tudo                 | Thiago Augusto Roitman Cantanhede          |                              |
| 1982 | Elas por Elas             | José Roberto Cardoso (Zé Roberto)          |                              |
| 1981 | Brilhante                 | Silvio Ramos (Silvinho)                    |                              |

### No Cinema
| Ano  | Título                     | Papel                   |
| ---- | -------------------------- | ----------------------- |
| 2004 | Didi Quer Ser Criança      | Motorista da ambulância |
| 2000 | Soluços e Soluções         |                         |
| 1985 | O Caldeirão Mágico         | Taran (voz)             |
| 1983 | O Trapalhão na Arca de Noé | Zeca                    |
| 1982 | Os Vagabundos Trapalhões   | Pedrinho                |